# Волочёбный обряд

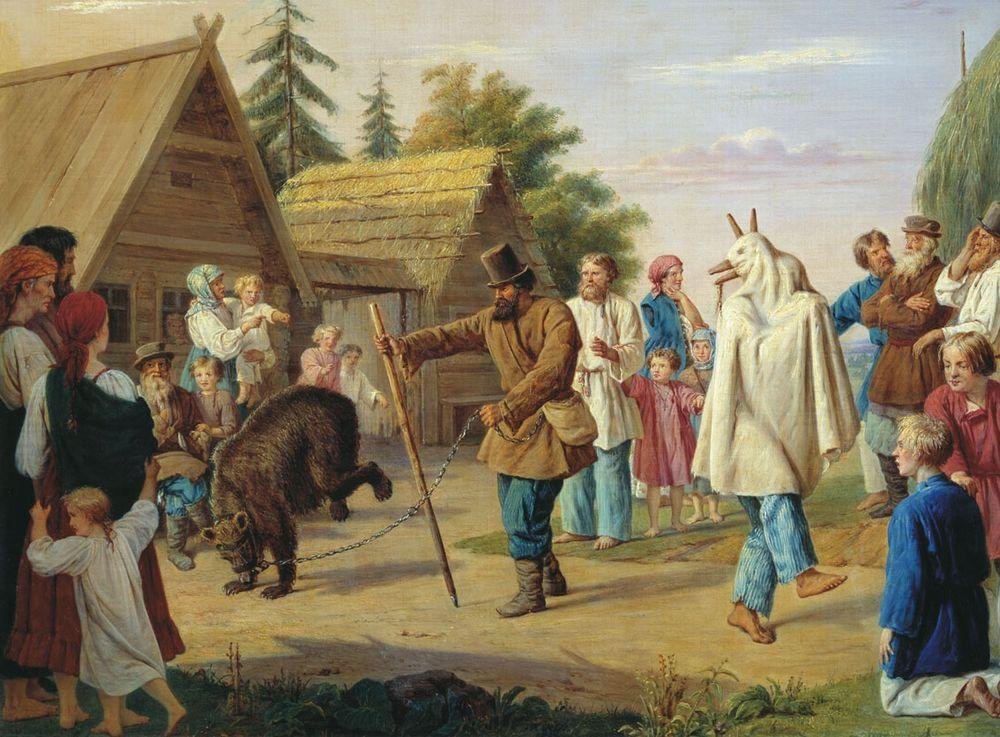
Ф. Н. Рисс. Скоморохи в деревне. 1857

Волочёбный обряд (волочо́бный, зелёные святки, обход волочобников, влачебников, волынщиков, лалынщиков, лалыльщиков, куралесников; бел. валачо́бны абрад; пол. chodzenia po wołoczebnym, chodzenia z Konopielką) — весенний обход домов с величально-заклинательными песнями, древний обряд аграрного цикла, совершаемый перед началом сева. Проводился обычно вечером в пасхальное воскресенье, иногда накануне или в понедельник.
Обряд известен преимущественно на территории Белоруссии, а также в прилегающих районах: Подляшья в Польше; территории бывшей Виленской области в Литве; Псковской, Смоленской областях, частично — в Калужской, Орловской, Белгородской, Воронежской, Нижегородской, Рязанской, Ярославской областях в России; Черниговской области на Украине. В XX веке обряд был также зафиксирован у населения востока Тверской области и в Западной Сибири, где, возможно, является поздним заимствованием от переселенцев-белорусов. Обряд близок к колядованию и вьюнишнику, в Чехии волочёбные песни так и называются — «коледа» (чеш. koleda).
Название обряда связано с глаголом волочить, волочиться, то есть идти, брести, шататься (ср. типичный песенный зачин: бел. «Валачобнічкi валачыліся...»).

## История

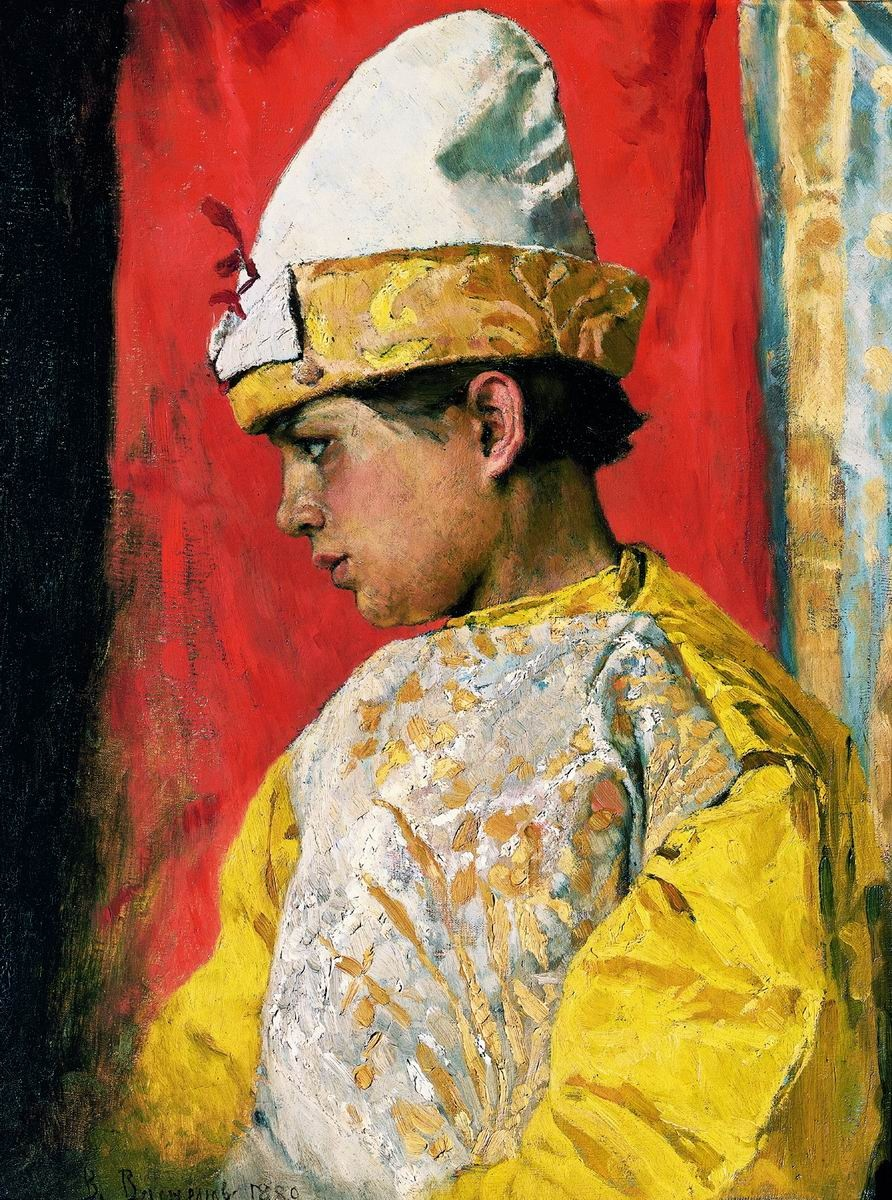
В. М. Васнецов. В костюме скомороха. 1882

Волочёбничество восходит к древним мужским обходным обрядам, назначение которых было в передаче посвященными, т.е. взрослыми мужчинами, благ от «вышних сил» и предков членам рода, общины.
Первоначально, вероятно, волочёбные обряды исполняли бродячие странники, калики перехожие — мужская компания, состоящая в основном из молодых парней. Ходили из двора во двор, за славленье получали подарки: яйца, пироги, водку, иногда большие угощения.

## Волочёбники
Участники обряда — мужские группы, состоящие из 8—10 (иногда до 20) человек. В основном это мужчины средних лет и молодые парни. Лишь изредка к ним могли присоединиться старики и замужние женщины, а девушки и дети не участвовали вовсе. Возглавлял дружину «починальник» или «запевала», который руководил всем ходом обряда, подбирал песенный репертуар, сам начинал пение, принимал вознаграждение от хозяев. Ему помогали музыканты (с дудой и скрипкой) и «мехоноша» («мехоножыч»), в обязанности которого входило ношение мешка с полученными за пение продуктами. Все остальные члены дружины («подхватники») хором исполняли припев волочёбных песен. В отличие от колядовщиков, волочёбники не рядились и не надевали маски.
Тех, кто совершал обходы в различных регионах, называли по-разному: волочёбниками, христованниками, галыкальниками, воловниками, лалынщиками, кукольниками, волховниками, скоморохами, а на юге Белоруссии — кукольниками, в Слонимском районе Гродненской области — ралёшниками. Считалось, что волочёбники — люди Божьи, и своими обходами они приносят удачу хозяевам, плодовитость скоту, урожайность на полях, ставят защиту дворов от различных природных стихий.
Завершив обходы дворов в деревне, волочёбники собирались в одном из домов или в последнем доме, к какому они приходили с ритуальным распеванием, и устраивали там застолье с весёлыми играми, танцами, песнями, шутками.
На юго-западе и западе России такую группу называли христованниками.

## Особенности
Волочёбники начинали ходить по домам в пасхальное воскресенье после вечерни и продолжали обряд всю ночь. На рассвете хождение прекращалось, даже если за ночь не успевали обойти все дворы. В Себежском уезде Витебской губернии (сейчас Себежский район Псковской области) обход мог возобновляться и в следующие две ночи. Группа певцов посещала не только дома своего села, но заходила и в соседние сёла, если они принадлежали к тому же церковному приходу. Подойдя к дому, участники обряда становились под окном полукругом, в середине — «починальник», который спрашивал у хозяев разрешения «дом развеселить», после чего начинали петь. Хозяева одаривали волочёбников через окно, в большинстве случаев приглашать их в дом было не принято. Обычно хозяева ожидали прихода волочёбной дружины как желанных и благословенных гостей, от визита которых зависит благополучие в доме. Их старались щедро одарить (крашеными яйцами, салом, хлебными изделиями, деньгами) и оказать им всяческие почести, чтобы обеспечить себе богатство и удачу на весь год. Завершив обряд, волочёбники собирались в доме одного из участников и делили собранное, отдавая большую часть «починальнику».
На Пасху в Воронежской области, был обход дворов, который перекликается с традицией обходных обрядов на Зимние Святки, Троицу. По дворам ходили дети, поздравляли с праздником: «Христос Воскресе!», после чего хозяева одаривали их яйцами. В других случаях обход дворов совершал священник, он обязательно исполнял в каждом доме пасхальный тропарь и также получал вознаграждение.
В Подляшье (Польша) обряд назывался «ходить по волочёбным», или «ходить с Конопелькой» (пол. chodzenia po wołoczebnym, chodzenia z Konopielką). Волочёбники носили на жерди куклу. В доме, где была девушка, пели «Конопельку» (пол. Konopielka), сравнивая её со стройной девушкой. Во время обряда ряженые парни заходили в дом, где жила девушка на выданье, сцепив руки обязательно крест-накрест, сажали девушку на руки и раскачивали её как на качелях под пение  веснянки «Тонкая, белая конопелька». Подходя к дому, «главарь» группы обращался к хозяевам со словами: «Разрешите, хозяева, ваш дом развеселить и нам весёлым быть». Затем входили в избу и пели сначала религиозную песню, а потом «Конопельку». Если при обходе не заходили в какой-то дом, где живёт девушка, то она считала, что её «осрамили», так как это считалось публичным оскорблением, пренебрежением в глазах всего села.
У украинцев Галиции (Яворовщина) обряд пасхального колядования сохранялся до начала XX века. Украинские рындзивки (укр. риндзівки) пели парни под окнами как девушкам на выданье, так и женщинам, вышедшим замуж менее года назад — на второй и третий день Пасхальной недели, ходя с музыкой от дома к дому.

## Песни и танцы
В белорусских особых волочёбных песнях в поэтической форме показывается весь земледельческий календарь крестьян, начинающийся Пасхой (Великоднём, бел. Вялікдзень). Каждый куплет песни сопровождался одним из припевов: «Слава табе, Божа, на ўвесь свет!», «Да й віно ж, віно зеляно!», «Вясна красна, зялёна!», «Хрыстос уваскрос, Сын Божы!» и другие.
В Минской и смежных с нею губерниях пляшут на этих первых весенних игрищах особые пляски — «метелицу» и «завейницу». «Метелица» известна также русскому и украинскому танцевальному фольклору.
В Поречском уезде Смоленской губернии «хождение волочёбников» начиналось на Пасху. «В самый день Воскресения Христова с самого раннего утра мужики, парни и дети собираются в отдельные партии, начинают ходить по порядку из одного дома в другой, становятся в передний угол, поют песни, за которые принято дарить певцов, и наконец, христосуясь, поздравляют с праздником хозяина и всю его семью».
В той же Смоленщине в XIX веке существовали особые названия волочёбных песен для хозяев и молодых девушек. Всю Светлую неделю молодые парни ходят по деревням и у каждого дома под окном поют так называемый «куралес», за что всякий хозяин, которому они пропоют, величаючи его по имени, — подаёт им сала, яиц, пирога и денег.
В некоторых же домах, где есть молодые девушки заневестившиеся, волочёбников просят спеть ещё «Паву» — песню, посвящённую любви, сватовству и замужеству. За «Паву» платят волочёбникам отдельно: кто гривенник, кто двугривенный. Все, что ни подадут, берут певуны-волочёбники, и ни в одной хате не откажут им в подаянии, а последнюю девушки считают чуть не за молитву о хорошем женихе и потому особенно щедро вознаграждают певунов.
По мнению Михаила Грушевского, существовало два цикла волочёбных новогодних обрядов: на Рождество и на Пасху. Причём в подобных формах, а иногда и с одними и теми же текстами. И только с отмиранием волочёбных обрядов они больше сохранились на Коляду. Он отмечает, что «наши коляды не имеют в себе ничего специально зимнего», наоборот они скорее весенние. С другой стороны, волочёбные величания говорят про «новый год — новое лето»:

Да вжо ж вам песня спета,

Песня спета против лета,

Против лета — лета тёплаго,

Против году — году новаго,

Против вясны — вясны красныя.
Возможно, это были постоянные «величальные» темы, использовавшиеся и на Вьюнишник — (Вьюнец на Радоницу или Егорьев день и на Семик), летом (Вьюны на Никифора-дубодёра) и в конце зимы (на Масленицу).

## Волочёбные дни
Волочёбниками у русских назывались три дня — суббота, Пасха и следующий понедельник. У украинцев был «Волочильний понеділок». У белорусов волочёбники («волочёвники») разделялись на «хлопский» — в понедельник и «дивчацкий» — во вторник, основным же днём, вероятно, была Великая суббота накануне Пасхи, которую называли «Вялікдзень валачобны».